# 中国郑州国际少林武术节
中国郑州国际少林武术节是创办于1991年在郑州市举行的一项集武术、旅游、文化交流于一体的大型综合性节会，宗旨为“以武会友，共同进步”。每两年举办一届，至今已举办了十二届。

## 简介
少林武术节由国家体育总局、河南省人民政府主办，中国武术协会、河南省体育局和郑州市人民政府承办。举办有包括开幕式、迎宾式、武术比赛、组织观看《禅宗少林》音乐大典、参观游览少林寺，以及武术论文报告会等活动。其中武术竞赛设置了少林拳套路、国际竞赛规定套路、其他传统项目以及男子散打比赛。
第九届少林武术节有50多个国家和地区、120多个武术团队、1500多名运动员参加。

## 历届武术节
- 第八届，2010年10月21日—26日[2]
- 第九届，2012年10月21日—26日[1]
- 第十届，2014年10月18日—22日[3]
- 第十一届，2016年10月16日—20日[4]
- 第十二届，2018年10月19日—23日[5]
- 受新冠疫情影响,2020年和2022年取消举办